# Arcinazzo Romano
Arcinazzo Romano es una localidad italiana de la provincia de Roma, región de Lazio, con 1.498 habitantes.

## Evolución demográfica
| Gráfica de evolución demográfica de Arcinazzo Romano entre 1861 y 2001 |
|                                                                        |
| Fuente ISTAT - elaboración gráfica de Wikipedia                        |